# Regimin
Regimin – wieś sołecka w Polsce położona w województwie mazowieckim, w powiecie ciechanowskim, w gminie Regimin. Leży nad rzeką Łydynia.
W latach 1954-1972 wieś była siedzibą gromady Regimin, później gminy Regimin. W latach 1975–1998 miejscowość administracyjnie należała do województwa ciechanowskiego.
We wsi był przystanek kolejowy Regimin.